# اچلی
اچلی (به انگلیسی: Uchalli) یک روستا در پاکستان است که در ناحیه خوشاب واقع شده‌است.